# Диоген из Тарса
Диоген из Тарса (греч.: Διογένης ὁ Ταρσεύς; прим. II век до н.э.) был эпикурейским философом, которого Страбон описывает как человека, умеющего сочинять трагедии-импровизации. Он был автором нескольких работ, которые, однако, утеряны. Среди них:
- Избранные лекции (греч.: Ἐπίλεκτοι σχολαί), которые, вероятно, были сборником эссе и диссертаций.[3]
- Воплощение этических доктрин Эпикура (греч.: ἐπιτομὴ τῶν Ἐπικούρου ἠθικῶν ζητημάτων), из которых Диоген Лаэртский[4] цитирует 12-ю книгу.
- О поэтических проблемах (греч.: Περὶ ποιητικῶν ζητημάτων), поэтических проблемах, которые он пытался решить и которые, по-видимому, имели особое отношение к поэмам Гомера.[5]